# Tamme (Raikküla)
Tamme – wieś w Estonii, prowincji Rapla, w gminie Raikküla.